# DFBポカール2015-2016
DFBポカール2015-2016（2015–16 DFB-Pokal）は、2015年8月7日から2016年5月21日の期間に開催された、通算64回目（前身も含めれば73回目）DFBポカールである。バイエルン・ミュンヘンが2大会ぶり18回目の優勝を果たした。

## 参加クラブ
以下の64クラブが参加する。
| ブンデスリーガ (18クラブ) ブンデスリーガ2014-15所属全クラブが出場 | 2. ブンデスリーガ (18クラブ) 2. ブンデスリーガ2014-15所属全クラブが出場 | 3. リーガ (4クラブ) 3. リーガ2014-15における上位4チームが出場 |
| - バイエルン・ミュンヘン - VfLヴォルフスブルク - ボルシア・メンヒェングラートバッハ - バイエル・レバークーゼン - FCアウクスブルク - シャルケ04 - ボルシア・ドルトムント - TSG1899ホッフェンハイム - アイントラハト・フランクフルト - ヴェルダー・ブレーメン - 1.FSVマインツ05 - 1.FCケルン - ハノーファー96 - VfBシュトゥットガルト - ヘルタ・ベルリン - ハンブルガーSV - SCフライブルク - SCパーダーボルン07 | - FCインゴルシュタット04 - SVダルムシュタット98 - カールスルーエSC - 1.FCカイザースラウテルン - RBライプツィヒ - アイントラハト・ブラウンシュヴァイク - 1.FCウニオン・ベルリン - 1.FCハイデンハイム - 1.FCニュルンベルク - フォルトゥナ・デュッセルドルフ - VfLボーフム - SVザントハウゼン - FSVフランクフルト - SpVggグロイター・フュルト - FCザンクトパウリ - TSV1860ミュンヘン - FCエルツゲビルゲ・アウエ - VfRアーレン | - アルミニア・ビーレフェルト - MSVデュースブルク - ホルシュタイン・キール - シュトゥットガルト・キッカーズ |
| 各地域代表 (24クラブ) 各地域のサッカー協会カップの優勝クラブが出場 | | |
| - バーデン FCネッティンゲン (Ⅴ) - バイエルン SpVggウンターハヒンク (Ⅳ) ヴュルツブルガー・キッカーズ (Ⅲ) - ベルリン BFCディナモ (Ⅴ) - ブランデンブルク エネルギー・コットブス (Ⅲ) - ブレーメン ブレーマーSV (Ⅴ) - ハンブルク HSVバルムベック＝ウーレンホルスト (Ⅴ) - ヘッセン KSVヘッセン・カッセル (Ⅳ) | - メクレンブルク＝フォアポンメルン ハンザ・ロストック (Ⅲ) - ミッテルライン FCヴィクトリア・ケルン (Ⅳ) - ニーダーライン ロートヴァイス・エッセン (Ⅳ) - ニーダーザクセン VfLオスナブリュック (Ⅲ) SVメッペン (Ⅳ) - ラインラント FSVザルムロール (Ⅴ) - ザールラント SVエルフェアスベルク (Ⅳ) - ザクセン ケムニッツFC (Ⅲ) | - ザクセン＝アンハルト ハレシャーFC (Ⅲ) - シュレースヴィヒ＝ホルシュタイン VfBリューベック (Ⅳ) - ズュートバーデン バーリンガーSC (Ⅳ) - ズュートヴェスト FKピルマゼンス (Ⅳ) - テューリンゲン FCカールツァイス・イェーナ (Ⅳ) - ヴェストファーレン シュポルトフロインデ・ロッテ (Ⅳ) TuSエルンテブリュック (Ⅳ) - ヴュルテンベルク SSVロイトリンゲン (Ⅴ) |
| 括弧内のローマ数字は2015-16シーズンの所属ディビジョン（Ⅲ：3. リーガ 、Ⅳ：レギオナルリーガ、Ⅴ：オーバーリーガ） | | |

## 日程
| 試合     | 組み合わせ抽選会 | 開催日                  |
| -------- | ---------------- | ----------------------- |
| 1回戦    | 2015年6月10日    | 2015年8月7日-8月10日    |
| 2回戦    | 2015年8月14日    | 2015年10月27日-10月28日 |
| 3回戦    | 2015年11月1日    | 2015年12月15日-12月16日 |
| 準々決勝 | 2015年12月16日   | 2016年2月9日-2月10日    |
| 準決勝   | 2016年2月10日    | 2016年4月19日-4月20日   |
| 決勝     | 2016年2月10日    | 2016年5月21日           |

## 1回戦
組み合わせ抽選会は、2015年6月10日に行われた。チーム名横の括弧内の数字は2015-16シーズンの所属ディビジョンを表す（2回戦以降も同様）。試合時間はいずれも現地時間（1回戦、準決勝、決勝はCEST（UTC+2）。それ以外はCET（UTC+1））。
| 2015年8月7日 | TuSエルンテブリュック (4) | 0 - 5    | SVダルムシュタット98 (1)                                                     | ジーゲン                                                                      |
| 19:00        |                           | レポート | ザイラー 9分 · シュトロー＝エンゲル 10分, 67分 · ヘラー 57分 · ラウシュ 84分 | 競技場: ライムバッハシュタディオン 観客数: 7,857人 主審: フローリアン・ヘフト |

| 2015年8月7日 | BFCディナモ (5) | 0 - 2    | FSVフランクフルト (2)                 | ベルリン                                                                                            |
| 19:00        |                 | レポート | カプラニ 3分 (pen.) · デディッチ 42分 | 競技場: フリードリヒ・ルートヴィヒ・ヤーン運動公園 観客数: 6,198人 主審: マティアス・イェレンベック |

| 2015年8月7日 | SVエルフェアスベルク (4) | 1 - 3 (延長) | FCアウクスブルク (1)                                    | シュピーゼン＝エルヴェルスベルク                                                                        |
| 20:00        | メーク 52分              | レポート     | ボバディジャ 83分 · メルダース 101分 · ヴェルナー 109分 | 競技場: ヴァルトシュタディオン・アン・デア・カイザーリンデ 観客数: 5,434人 主審: ゼーレン・シュトルクス |

| 2015年8月8日 | FCヴィクトリア・ケルン (4)              | 2 - 1    | 1.FCウニオン・ベルリン (2) | ケルン                                                                          |
| 15:30        | ヴンダーリッヒ 68分 · ライメリンク 74分 | レポート | クヴァナー 41分            | 競技場: シュポルトパルク・ヘーエンベルク 観客数: 4,540人 主審: ティモ・ゲーラハ |

| 2015年8月8日 | SVメッペン (4) | 0 - 4    | 1.FCケルン (1)                                  | メッペン                                                                   |
| 15:30        |                | レポート | モデスト 1分, 26分 (pen.), 78分 · ツォラー 87分 | 競技場: ヘンシュ・アレーナ 観客数: 13,815人 主審: クリスティアン・ディーツ |

| 2015年8月8日 | ハレシャーFC (3) | 0 - 1    | アイントラハト・ ブラウンシュヴァイク (2) | ハレ                                                                            |
| 15:30        |                  | レポート | ツック 67分                               | 競技場: エルドガス・スポルトパルク 観客数: 9,549人 主審: ベンヤミン・コルトゥス |

| 2015年8月8日 | シュトゥットガルト・キッカーズ (3) | 1 - 4    | VfLヴォルフスブルク (1)                                          | シュトゥットガルト                                                                                  |
| 15:30        | バディアン 79分                    | レポート | クルーゼ 4分 · ドスト 45分 · デ・ブライネ 47分 · ベントナー 86分 | 競技場: ガジ・スタディオン・アウフ・デア・ヴァルダウ 観客数: 9,760人 主審: サッシャ・シュテーゲマン |

| 2015年8月8日 | シュポルトフロインデ・ロッテ (4) | 0 - 3    | バイエル・レバークーゼン (1)                                          | ロッテ                                                                                        |
| 15:30        |                                  | レポート | キースリング 15分 · チャルハノール 55分 (pen.) · ベンダー 77分 (pen.) | 競技場: シュポルトパルク・アム・ロッター・クロイツ 観客数: 5,450人 主審: マルティン・トムセン |

| 2015年8月8日 | MSVデュースブルク (2) | 0 - 5    | シャルケ04 (1)                                                                           | デュースブルク                                                                                   |
| 15:30        |                       | レポート | フンテラール 3分 · ナスタシッチ 39分 · ガイス 45+1分 · ディ・サント 63分 · ゴレツカ 85分 | 競技場: シャウインスラント・ライゼン・アレーナ 観客数: 30,600人 主審: ヴォルフガング・シュタルク |

| 2015年8月8日 | ヴュルツブルガー・キッカーズ (3) | 0 - 2 (延長) | ヴェルダー・ブレーメン (1)        | ヴュルツブルク                                                          |
| 15:30        |                                  | レポート     | ウジャー 102分 · バルテルス 108分 | 競技場: フライヤーアラーム・アレーナ 観客数: 9,706人 主審: ルネ・ローデ |

| 2015年8月8日 | FCエルツゲビルゲ・アウエ (3) | 1 - 0    | SpVggグロイター・フュルト (2) | アウエ                                                                                              |
| 15:30        | スカルラティディス 67分      | レポート |                               | 競技場: スパーカッセン・エルツゲビルグススタディオン 観客数: 6,000人 主審: ローベルト・シュレーダー |

| 2015年8月8日 | ブレーマーSV (5) | 0 - 3    | アイントラハト・フランクフルト (1)                              | ブレーメン                                                                                        |
| 15:30        |                  | レポート | カスタイニョス 31分 · アイグナー 51分 · ヴァルトシュミット 71分 | 競技場: シュポルトパルク・アム・フィンネンヴェク 観客数: 3,400人 主審: トルステン・シュリーファー |

| 2015年8月8日 | TSV1860ミュンヘン (2)             | 2 - 0    | TSG1899ホッフェンハイム (1) | ミュンヘン                                                             |
| 18:00        | クラーセン 51分 · ムリッチ 90+3分 | レポート |                             | 競技場: アリアンツ・アレーナ 観客数: 17,800人 主審: ハルム・オスメルス |

| 2015年8月8日 | SSVロイトリンゲン (5)                                | 3 - 1    | カールスルーエSC (2) | ロイトリンゲン                                                                                    |
| 20:30        | リッカルディ 14分 (pen.), 33分 (pen.), 90+1分 (pen.) | レポート | ケンペ 63分          | 競技場: シュタディオン・アン・デア・クロイツァイヒェ 観客数: 8,166人 主審: ローベルト・ケンプター |

| 2015年8月8日 | ホルシュタイン・キール (3) | 1 - 2    | VfBシュトゥットガルト (1)         | キール                                                                            |
| 20:30        | チホス 37分                | レポート | ディダヴィ 41分 · ギンチェク 60分 | 競技場: ホルシュタイン・シュタディオン 観客数: 9,916人 主審: グイド・ヴィンクマン |

| 2015年8月9日 | FCカールツァイス・イェーナ (4)                           | 3 - 2 (延長) | ハンブルガーSV (1)                    | イェーナ                                                                                       |
| 14:30        | ゲルラッハ 15分 · ヨヴァノヴィッチ 58分 · ピーレス 106分 | レポート     | オリッチ 48分 · グレゴリッチュ 90+3分 | 競技場: エルンスト・アッベ・シュポルトフェルト 観客数: 13,800人 主審: フランク・ヴィレンボルク |

| 2015年8月9日                          | バーリンガーSC (4) | 0 - 0 (延長) (3 - 5 PK戦)                              | SVザントハウゼン (2) | バーリンゲン                                                                                        |
| 14:30                                 |                    | レポート                                               |                      | 競技場: カイザーシュトゥールシュタディオン 観客数: 3,890人 主審: フローリアン・バドシュトゥーブナー |
|                                       | PK戦               |                                                        |                      | |
| ビューラー ノッパー アダム ゲッペルト |                    | ブハドゥズ パチャラダ リンスマイヤー キスター ウッテン |                      | |

| 2015年8月9日 | HSVバルムベック＝ ウーレンホルスト (5) | 0 - 5    | SCフライブルク (2)                                     | ノルダーシュテット                                                                            |
| 14:30        |                                        | レポート | ペーターゼン 2分, 45+1分, 61分, 63分 · シュスター 71分 | 競技場: エドムント・プラムベック・シュタディオン 観客数: 4,607人 主審: シュテフェン・ミックス |

| 2015年8月9日 | FSVザルムロール (5) | 0 - 5    | VfLボーフム (2)                                       | ザルムタール                                                                    |
| 14:30        |                     | レポート | テローデ 40分, 49分, 59分 · テラッツィーノ 64分, 90分 | 競技場: ザルムタール・シュタディオン 観客数: 4,500人 主審: パトリック・シュルト |

| 2015年8月9日 | ケムニッツFC (3) | 0 - 2    | ボルシア・ドルトムント (1)            | ケムニッツ                                                                                       |
| 14:30        |                  | レポート | オーバメヤン 25分 · ムヒタリアン 82分 | 競技場: シュタディオン・アン・デア・ゲラーシュトラーセ 観客数: 12,500人 主審: ペーター・ジッペル |

| 2015年8月9日 | VfBリューベック (4) | 1 - 2    | SCパーダーボルン07 (2)                        | リューベック                                                                                |
| 16:00        | リヒター 43分       | レポート | クネヒテル 54分 (o.g.) · サールク 59分 (pen.) | 競技場: シュタディオン・アン・デア・ローミューレ 観客数: 7,558人 主審: アルネ・アールニンク |

| 2015年8月9日                            | ロートヴァイス・エッセン (4) | 0 - 0 (延長) (1 - 3 PK戦)                                        | フォルトゥナ・デュッセルドルフ (2) | エッセン                                                                     |
| 16:00                                   |                              | レポート                                                         |                                    | 競技場: シュタディオン・エッセン 観客数: 17,500人 主審: ダニエル・ジーベルト |
|                                         | PK戦                         |                                                                  |                                    |                                                                              |
| バイアー ヴェーバー チェキッチ フリッツ |                              | ヤ・コナン ハグイ ファン・ダイネン シュトローディーク リーンドル |                                    |                                                                              |

| 2015年8月9日 | FKピルマゼンス (4) | 1 - 4    | 1.FCハイデンハイム (2)                                  | ピルマゼンス                                                                        |
| 16:00        | シュミーデン 82分  | レポート | ハロラン 28分 · モラビット 32分 · ライペルツ 51分, 80分 | 競技場: シュポルトパルク・フステルヘーヘ 観客数: 2,320人 主審: トルベン・ジーヴェル |

| 2015年8月9日 | SpVggウンターハヒンク (4)   | 2 - 1    | FCインゴルシュタット04 (1) | ウンターハヒンク                                                                          |
| 16:00        | アインジードラー 30分, 48分 | レポート | ハルトマン 83分            | 競技場: アルペンバウアー・シュポルトパルク 観客数: 6,500人 主審: パトリック・イットリッヒ |

| 2015年8月9日 | FCネッティンゲン (5)    | 1 - 3    | バイエルン・ミュンヘン (1)                                | カールスルーエ                                                                   |
| 16:00        | ヘヒト＝ツィルペル 16分 | レポート | ビダル 5分 (pen.) · ゲッツェ 17分 · レヴァンドフスキ 26分 | 競技場: ヴィルトパルクシュタディオン 観客数: 29,484人 主審: ローベルト・カムプカ |

| 2015年8月9日                                               | ハンザ・ロストック (3) | 0 - 0 (延長) (4 - 5 PK戦)                      | 1.FCカイザースラウテルン (2) | ロストック                                                                       |
| 18:30                                                      |                        | レポート                                       |                              | 競技場: オストゼーシュタディオン 観客数: 20,100人 主審: スヴェン・ヤブロンスキー |
|                                                            | PK戦                   |                                                |                              |                                                                                  |
| イェニッケ アールシュヴェーデ ツィーマー ビッケル イケング |                        | レーヴェ ハルファー プシビウコ ヴチュル カール |                              |                                                                                  |

| 2015年8月9日 | KSVヘッセン・カッセル (4) | 0 - 2    | ハノーファー96 (1)          | カッセル                                                               |
| 18:30        |                           | レポート | サネ 15分 · カラマン 90+2分 | 競技場: アウエシュタディオン 観客数: 18,482人 主審: パトリック・アルト |

| 2015年8月9日 | エネルギー・コットブス (3) | 0 - 3    | 1.FSVマインツ05 (1)                         | コトブス                                                                                       |
| 20:30        |                            | レポート | フライ 30分 · ハイロ 33分 · クレメンス 62分 | 競技場: シュタディオン・デア・フロイントシャフト 観客数: 11,123人 主審: ローベルト・ハルトマン |

| 2015年8月10日 | アルミニア・ビーレフェルト (2) | 0 - 2    | ヘルタ・ベルリン (1)      | ビーレフェルト                                                       |
| 18:30         |                                | レポート | カルー 73分 · ダリダ 88分 | 競技場: シュコ・アレーナ 観客数: 21,484人 主審: ベンヤミン・ブラント |

| 2015年8月10日 | VfLオスナブリュック (3) | 0 - 2 (没収試合) | RBライプツィヒ (2) | オスナブリュック                                          |
| 18:30         | サヴラン 1分            | レポート         |                    | 競技場: オスナテル・アレーナ 主審: マルティン・ペテルセン |

| 2015年8月10日                                          | VfRアーレン (3) | 0 - 0 (延長) (1 - 2 PK戦)                        | 1.FCニュルンベルク (2) | アーレン                                                                    |
| 18:30                                                  |                 | レポート                                         |                        | 競技場: ショルツ・アレーナ 観客数: 9,172人 主審: ビビアナ・シュタインハウス |
|                                                        | PK戦            |                                                  |                        |                                                                             |
| ドレクスラー シュヴァブル クラウス キーンレ メーニッヒ |                 | ベーレンス ブレチュコ シェプフ ホフラン クチュケ |                        |                                                                             |

| 2015年8月10日 | FCザンクトパウリ (2) | 1 - 4    | ボルシア・ メンヒェングラートバッハ (1)                   | ハンブルク                                                                     |
| 20:30         | ジャトコフスキ 33分  | レポート | シュティンドル 54分, 67分 · トラオレ 56分 · アザール 86分 | 競技場: ミラントア・シュタディオン 観客数: 28,175人 主審: フロリアン・マイヤー |

## 2回戦
組み合わせ抽選会は、2015年8月14日に行われた。
| 2015年10月27日 | FCエルツゲビルゲ・アウエ (3) | 1 - 0    | アイントラハト・フランクフルト (1) | アウエ                                                                                             |  |
| 19:00          | ヴェグナー 75分              | レポート |                                    | 競技場: スパーカッセン・エルツゲビルグススタディオン 観客数: 10,175人 主審: ローベルト・ハルトマン |  |

| 2015年10月27日 | FSVフランクフルト (2) | 1 - 2 (延長) | ヘルタ・ベルリン (1)     | フランクフルト                                                                                            |  |
| 19:00          | ゴレイ 47分           | レポート     | カルー 56分, 99分 (pen.) | 競技場: フランクフルター・フォルクスバンク・シュタディオン 観客数: 8,177人 主審: パトリック・イットリッヒ |  |

| 2015年10月27日 | 1.FSVマインツ05 (1)   | 1 - 2    | TSV1860ミュンヘン (2)         | マインツ                                                             |  |
| 19:00          | シンドラー 6分 (o.g.) | レポート | ムゴシャ 70分 · オコティ 77分 | 競技場: コファス・アレーナ 観客数: 17,017人 主審: ハルム・オスメルス |  |

| 2015年10月27日 | 1.FCニュルンベルク (2)                                                                      | 5 - 1    | フォルトゥナ・デュッセルドルフ (2) | ニュルンベルク                                                                 |  |
| 19:00          | ブルクシュタラー 10分 · ベーレンス 17分 · フュルクルク 41分 · ライボルト 43分 · ブルム 69分 | レポート | デミルバイ 72分                    | 競技場: グルンディッヒ・シュタディオン 観客数: 19,235人 主審: マルコ・フリッツ |  |

| 2015年10月27日 | SpVggウンターハヒンク (4)                                            | 3 - 0    | RBライプツィヒ (2) | ウンターハヒンク                                                                      |  |
| 20:30          | アインジードラー 5分 · ローゼンツヴァイク 23分 · シュタインヘア 67分 | レポート |                    | 競技場: アルペンバウアー・シュポルトパルク 観客数: 5,000人 主審: ローベルト・カムプカ |  |

| 2015年10月27日 | SVダルムシュタット98 (1)      | 2 - 1    | ハノーファー96 (1) | ダルムシュタット                                                                             |  |
| 20:30          | スル 74分 · ヴァーグナー 79分 | レポート | ソビエフ 75分      | 競技場: シュタディオン・アム・ベレンファルトーア 観客数: 15,900人 主審: ダニエル・ジーベルト |  |

| 2015年10月27日 | VfLボーフム (2)      | 1 - 0    | 1.FCカイザースラウテルン (2) | ボーフム                                                                       |  |
| 20:30          | レーヴェ 67分 (o.g.) | レポート |                              | 競技場: レヴィルパワーシュタディオン 観客数: 18,514人 主審: ギュンター・ペルル |  |

| 2015年10月27日 | VfLヴォルフスブルク (1) | 1 - 3    | バイエルン・ミュンヘン (1)                    | ヴォルフスブルク                                                                 |  |
| 20:30          | シュールレ 90分         | レポート | ドウグラス・コスタ 15分 · ミュラー 20分, 34分 | 競技場: フォルクスワーゲン・アレーナ 観客数: 30,000人 主審: クヌート・キルヒャー |  |

| 2015年10月28日 | FCヴィクトリア・ケルン (4) | 0 - 6    | バイエル・レバークーゼン (1)                                                                    | ケルン                                                                                |  |
| 19:00          |                            | レポート | ブラント 15分 · ベララビ 35分 · エルナンデス 38分, 55分 · キースリング 80分 · ユルチェンコ 83分 | 競技場: シュポルトパルク・ヘーエンベルク 観客数: 6,177人 主審: ベンヤミン・コルトゥス |  |

| 2015年10月28日                                             | SVザントハウゼン (2) | 0 - 0 (延長) (3 - 4 PK戦)                                            | 1.FCハイデンハイム (2) | ザントハウゼン                                                                        |  |
| 19:00                                                      |                      | レポート                                                             |                        | 競技場: ハルトヴァルトシュタディオン 観客数: 2,693人 主審: ヴォルフガング・シュタルク |  |
|                                                            |                      | PK戦                                                                 |                        |                                                                                       |  |
| ブハドゥズ パチャラダ ロスバッハ シュトルツ リンスマイヤー |                      | クラウス シュナッテラー トイエルカウフ ティッチュ＝リヴェロ ファイク |                        |                                                                                       |  |

| 2015年10月28日 | ボルシア・ドルトムント (1)                                                                                           | 7 - 1    | SCパーダーボルン07 (2) | ドルトムント                                                                 |  |
| 19:00          | ラモス 25分 · カストロ 30分, 58分 · 香川真司 43分 · ギュンドアン 54分 (pen.) · ピシュチェク 87分 · ムヒタリアン 89分 | レポート | ラキッチ 21分          | 競技場: ジグナル・イドゥナ・パルク 観客数: 74,605人 主審: ペーター・ジッペル |  |

| 2015年10月28日 | SCフライブルク (2) | 0 - 3    | FCアウクスブルク (1)                                | フライブルク                                                                                     |  |
| 19:00          |                    | レポート | 池東沅 12分 · エッスヴァイン 25分 · カイウビー 50分 | 競技場: シュヴァルツヴァルト・シュタディオン 観客数: 19,600人 主審: クリスティアン・ディンゲルト |  |

| 2015年10月28日 | FCカールツァイス・イェーナ (4) | 0 - 2    | VfBシュトゥットガルト (1)                | イェーナ                                                                                   |  |
| 20:30          |                                | レポート | ハルニック 21分 · マキシム 90+2分 (pen.) | 競技場: エルンスト・アッベ・シュポルトフェルト 観客数: 18,000人 主審: フロリアン・マイヤー |  |

| 2015年10月28日 | SSVロイトリンゲン (5) | 0 - 4    | アイントラハト・ ブラウンシュヴァイク (2)               | ロイトリンゲン                                                                          |  |
| 20:30          |                       | レポート | ホルトマン 21分, 61分 · ベルグレーン 36分 · アデミ 79分 | 競技場: シュタディオン・アン・デア・クロイツァイヒェ 観客数: 7,524人 主審: ルネ・ローデ |  |

| 2015年10月28日 | シャルケ04 (1) | 0 - 2    | ボルシア・ メンヒェングラートバッハ (1)    | ゲルゼンキルヒェン                                                               |  |
| 20:30          |                | レポート | シュティンドル 42分 · アザール 53分 (pen.) | 競技場: フェルティンス・アレーナ 観客数: 60,655人 主審: トビアス・シュティーラー |  |

| 2015年10月28日 | ヴェルダー・ブレーメン (1) | 1 - 0    | 1.FCケルン (1) | ブレーメン                                                                     |  |
| 20:30          | ウジャー 23分              | レポート |                | 競技場: ヴェーザーシュタディオン 観客数: 40,856人 主審: フェリックス・ブリッヒ |  |

## 3回戦
組み合わせ抽選会は、2015年11月1日に行われた。
| 2015年12月15日 | SpVggウンターハヒンク (4) | 1 - 3    | バイエル・レバークーゼン (1)                          | ウンターハヒンク                                                                     |  |
| 19:00          | バウアー 27分             | レポート | エルナンデス 31分 · キースリング 55分 · ベララビ 83分 | 競技場: アルペンバウアー・シュポルトパルク 観客数: 12,500人 主審: ヨッヘン・ドリース |  |

| 2015年12月15日 | ボルシア・ メンヒェングラートバッハ (1)     | 3 - 4    | ヴェルダー・ブレーメン (1)                                                    | メンヒェングラートバッハ                                                                 |  |
| 19:00          | シュティンドル 32分 · フルゴタ 74分, 90+3分 | レポート | シュテルンベルク 52分 · ヴェスターゴーア 58分 · ピサーロ 75分 · ウジャー 78分 | 競技場: シュタディオン・イム・ボルシア・パルク 観客数: 53,106人 主審: ギュンター・ペルル |  |

| 2015年12月15日 | FCエルツゲビルゲ・アウエ (3) | 0 - 2    | 1.FCハイデンハイム (2)              | アウエ                                                                                          |  |
| 20:30          |                              | レポート | ファイク 48分 · シュナッテラー 54分 | 競技場: スパーカッセン・エルツゲビルグススタディオン 観客数: 8,250人 主審: グイド・ヴィンクマン |  |

| 2015年12月15日 | バイエルン・ミュンヘン (1) | 1 - 0    | SVダルムシュタット98 (1) | ミュンヘン                                                               |  |
| 20:30          | アロンソ 40分              | レポート |                          | 競技場: アリアンツ・アレーナ 観客数: 72,500人 主審: ダニエル・ジーベルト |  |

| 2015年12月16日 | 1.FCニュルンベルク (2) | 0 - 2    | ヘルタ・ベルリン (1)          | ニュルンベルク                                                                         |  |
| 19:00          |                        | レポート | ダリダ 32分 · ブルックス 65分 | 競技場: グルンディッヒ・シュタディオン 観客数: 35,204人 主審: トビアス・シュティーラー |  |

| 2015年12月16日 | VfBシュトゥットガルト (1)                                  | 3 - 2 (延長) | アイントラハト・ ブラウンシュヴァイク (2) | シュトゥットガルト                                                             |  |
| 19:00          | ニーダーマイアー 21分 · ヴェルナー 99分 · シュニッチ 118分 | レポート     | バッフォ 6分 · アデミ 110分               | 競技場: メルセデス・ベンツ・アレーナ 観客数: 21,950人 主審: ペーター・ジッペル |  |

| 2015年12月16日 | FCアウクスブルク (1) | 0 - 2    | ボルシア・ドルトムント (1)            | アウクスブルク                                                  |  |
| 20:30          |                      | レポート | オーバメヤン 61分 · ムヒタリアン 66分 | 競技場: WWKアレーナ 観客数: 30,101人 主審: マヌエル・グレーフェ |  |

| 2015年12月16日 | TSV1860ミュンヘン (2) | 0 - 2    | VfLボーフム (2)                   | ミュンヘン                                                           |  |
| 20:30          |                       | レポート | ハベラー 39分 · ホーグラント 44分 | 競技場: アリアンツ・アレーナ 観客数: 19,800人 主審: マルコ・フリッツ |  |

## 準々決勝
組み合わせ抽選会は、2015年12月16日に行われた。
| 2016年2月9日 19:00 |

| バイエル・レバークーゼン (1) | 1 - 3    | ヴェルダー・ブレーメン (1)                               |
| エルナンデス 22分            | レポート | ガルシア 31分 · ピサーロ 42分 (pen.) · グリリッチュ 82分 |

| バイ・アレーナ, レーヴァークーゼン 観客数: 24,104人 主審: ヴォルフガング・シュタルク |

| 2016年2月9日 20:30 |

| VfBシュトゥットガルト (1) | 1 - 3    | ボルシア・ドルトムント (1)                         |
| ルップ 21分               | レポート | ロイス 5分 · オーバメヤン 31分 · ムヒタリアン 89分 |

| メルセデス・ベンツ・アレーナ, シュトゥットガルト 観客数: 46,500人 主審: トビアス・シュティーラー |

| 2016年2月10日 19:00 |

| 1.FCハイデンハイム (2)                     | 2 - 3    | ヘルタ・ベルリン (1)                        |
| ファイク 10分 · シュナッテラー 82分 (pen.) | レポート | イビシェヴィッチ 14分, 21分 · 原口元気 58分 |

| フォイト・アレーナ, ハイデンハイム 観客数: 11,900人 主審: デニス・アイテキン |

| 2016年2月10日 20:30 |

| VfLボーフム (2) | 0 - 3    | バイエルン・ミュンヘン (1)                  |
|                 | レポート | レヴァンドフスキ 39分, 90分 · ティアゴ 61分 |

| レヴィルパワーシュタディオン, ボーフム 観客数: 28,000人 主審: バスティアン・ダンケルト |

## 準決勝
準決勝の組み合わせ抽選会は、2016年2月10日に行われた。
| 2016年4月19日 20:30 |

| バイエルン・ミュンヘン (1) | 2 - 0    | ヴェルダー・ブレーメン (1) |
| ミュラー 30分, 71分 (pen.) | レポート |                            |

| アリアンツ・アレーナ, ミュンヘン 観客数: 75,000人 主審: トビアス・シュティーラー |

| 2016年4月20日 20:30 |

| ヘルタ・ベルリン (1) | 0 - 3    | ボルシア・ドルトムント (1)                      |
|                      | レポート | カストロ 21分 · ロイス 75分 · ムヒタリアン 83分 |

| オリンピアシュタディオン, ベルリン 観客数: 76,233人 主審: デニス・アイテキン |

## 決勝
| 2016年5月21日 20:00 |

| バイエルン・ミュンヘン (1)                                   | 0 - 0 (延長) | ボルシア・ドルトムント (1)                               |
|                                                              | レポート     |                                                          |
|                                                              | PK戦         |                                                          |
| ビダル レヴァンドフスキ キミッヒ ミュラー ドウグラス・コスタ | 4 - 3        | 香川真司 ベンダー パパスタソプーロス オーバメヤン ロイス |

| オリンピアシュタディオン, ベルリン 観客数: 74,322人 主審: マルコ・フリッツ |

| バイエルン・ミュンヘン | ボルシア・ドルトムント |

| GK                         | 01 | マヌエル・ノイアー         |       |       |
| RB                         | 21 | フィリップ・ラーム         |       |       |
| CB                         | 32 | ヨシュア・キミッヒ         | 42分  |       |
| CM                         | 17 | ジェローム・ボアテング     |       |       |
| LB                         | 27 | ダヴィド・アラバ           |       |       |
| MF                         | 23 | アルトゥーロ・ビダル       | 47分  |       |
| DM                         | 11 | ドウラス・コスタ           |       |       |
| CM                         | 25 | トーマス・ミュラー         | 109分 |       |
| CM                         | 06 | ティアゴ                   |       |       |
| LM                         | 07 | フランク・リベリー         | 39分  | 108分 |
| FW                         | 09 | ロベルト・レヴァンドフスキ |       |       |
| 控え:                      |    |                            |       |       |
| GK                         | 26 | スヴェン・ウルライヒ       |       |       |
| DF                         | 05 | メディ・ベナティア         |       |       |
| DF                         | 13 | ラフィーニャ               |       |       |
| DF                         | 18 | フアン・ベルナト           |       |       |
| MF                         | 14 | シャビ・アロンソ           |       |       |
| MF                         | 20 | セバスティアン・ローデ     |       |       |
| FW                         | 29 | キングスレイ・コマン       |       | 108分 |
|                            |    |                            |       |       |
| 監督                       |    |                            |       |       |
| ジョゼップ・グアルディオラ |    |                            |       |       |

| GK                 | 38 | ロマン・ビュルキ                 |      |       |
| RB                 | 25 | ソクラティス・パパスタソプーロス | 99分 |       |
| CB                 | 06 | スヴェン・ベンダー               |      |       |
| CB                 | 15 | マッツ・フンメルス               | 74分 | 78分  |
| LM                 | 26 | ウカシュ・ピシュチェク           |      |       |
| CM                 | 27 | ゴンサロ・カストロ               | 39分 | 106分 |
| CM                 | 33 | ユリアン・ヴァイグル             |      |       |
| LM                 | 29 | マルセル・シュメルツァー         |      | 70分  |
| RW                 | 10 | ヘンリク・ムヒタリアン           |      |       |
| CF                 | 17 | ピエール＝エメリク・オーバメヤン |      |       |
| LW                 | 11 | マルコ・ロイス                   |      |       |
| 控え:              |    |                                  |      |       |
| GK                 | 01 | ローマン・ヴァイデンフェラー     |      |       |
| DF                 | 28 | マティアス・ギンター             |      | 78分  |
| DF                 | 37 | エリック・ドゥルム               |      | 70分  |
| MF                 | 18 | ヌリ・シャヒン                   |      |       |
| MF                 | 22 | クリスチャン・プリシッチ         |      |       |
| MF                 | 23 | 香川真司                         |      | 106分 |
| FW                 | 20 | アドリアン・ラモス               |      |       |
|                    |    |                                  |      |       |
| 監督               |    |                                  |      |       |
| トーマス・トゥヘル |    |                                  |      |       |

| DFBポカール 2015-2016 優勝             |
| -------------------------------------- |
| バイエルン・ミュンヘン 2大会ぶり18回目 |

## 得点ランキング
最終結果
| 順位 | 選手                             | 所属                               | 得点 |
| ---- | -------------------------------- | ---------------------------------- | ---- |
| 1    | ヘンリク・ムヒタリアン           | ボルシア・ドルトムント             | 5    |
| T2   | ハビエル・エルナンデス           | バイエル・レバークーゼン           | 4    |
| T2   | トーマス・ミュラー               | バイエルン・ミュンヘン             | 4    |
| T2   | ニルス・ペーターゼン             | SCフライブルク                     | 4    |
| T2   | ラース・シュティンドル           | ボルシア・メンヒェングラートバッハ | 4    |
| T6   | ピエール＝エメリク・オーバメヤン | ボルシア・ドルトムント             | 3    |
| T6   | ゴンサロ・カストロ               | ボルシア・ドルトムント             | 3    |
| T6   | マルクス・アインジードラー       | SpVggウンターハヒンク              | 3    |
| T6   | サロモン・カルー                 | ヘルタ・ベルリン                   | 3    |
| T6   | シュテファン・キースリング       | バイエル・レバークーゼン           | 3    |
| T6   | ロベルト・レヴァンドフスキ       | バイエルン・ミュンヘン             | 3    |
| T6   | アントニー・モデスト             | 1.FCケルン                         | 3    |
| T6   | ジュゼッペ・リッカルディ         | SSVロイトリンゲン                  | 3    |
| T6   | シモン・テローデ                 | VfLボーフム                        | 3    |
| T6   | アンソニー・ウジャー             | ヴェルダー・ブレーメン             | 3    |